# 윈도우 라이브
윈도우 라이브(Windows Live)는 마이크로소프트의 서비스, 소프트웨어 제품을 총체적으로 부르는 브랜드 이름이다. 이 서비스는 대부분 브라우저에서 접근할 수 있는 웹 애플리케이션을 말하지만, 이러한 응용 프로그램은 별도의 설치 과정이 필요하다.
이러한 서비스에는 정보의 경험, 연결의 경험, 보호의 경험이라는 이 세 가지 기본 그룹이 있다.
윈도우 라이브는 2005년 11월 1일에 발표되었다. 윈도우 라이브의 일부 속성은 마이크로소프트 MSN 제품과 서비스로부터 강화된 것이다. 그러나 MSN은 프로그래밍된 콘텐츠를 전달하는 수단으로서 여전히 윈도우 라이브와 함께 존재한다. 새로운 브랜드를 제작함으로써 마이크로소프트 윈도우 운영 체제와 서비스를 기술적으로 묶을 수 있게 해 주지만, 그 두 가지는 별도로 사용할 수 있다. 마이크로소프트는 윈도우 라이브가 "윈도우 사용자 체험을 확장하는 방법"이라고 언급하였다. 그러나 일부 웹 브라우저 기반의 윈도우 라이브 응용 프로그램들은 윈도우 밖에서도 사용할 수 있으며 윈도우는 기본적으로 윈도우 라이브 응용 프로그램들을 포함하지 않는다. 윈도우 비스타는 윈도우 라이브 메신저를 내려 받을 수 있는 사용자 인터페이스만 제공하고 있다.
일부 윈도우 라이브 서비스와 프로그램은 라이브 검색 엔진, 윈도우 라이브 메신저 인스턴트 메시징 클라이언트, 윈도우 라이브 핫메일 웹 메일 서비스, 윈도우 라이브 원케어 컴퓨터 보안 서비스, 윈도우 라이브 공간, 윈도우 라이브 스카이드라이브를 포함하고 있다.
개인에 주로 초점을 맞춘 윈도우 라이브뿐 아니라, "마이크로소프트 라이브"라고 이름이 붙은 마이크로소프트의 다른 웹 속성이 있다.:중소기업을 위한 마이크로소프트 오피스 라이브, 엑스박스 라이브 멀티플레이어 게이밍, 엑스박스와 엑스박스 360을 위한 콘텐츠 전송 시스템, 마이크로소프트 윈도우용 게임 포 윈도우 - 라이브 멀티플레이어 게이밍 서비스.

## 윈도우 라이브 서비스
현재는 아웃룩이나 원드라이브 등 밖에 남지 않았다. 거의 모든 것이 통합되고 서비스 종료된 상태다.

### 모바일 서비스
| 모바일 서비스                 | 클라이언트 | 웹 | SMS | 웹사이트               | 설명 | 개발 수준 |
| ----------------------------- | ---------- | -- | --- | ---------------------- | --- | --------- |
| 윈도우 라이브 캘린더 모바일   |            |    |     |                        | 윈도우 라이브 캘린더에서 오늘과 내일의 약속을 조회할 수 있는 SMS 서비스 | 완성      |
| 윈도우 라이브 홈 모바일       |            |    |     | mhome.live.com         | 윈도우 라이브 홈과 비슷한 연락처의 새로운 피드 목록을 보여 주는 서비스 (모바일 장치를 대상으로 함) | 완성      |
| 윈도우 라이브 핫메일 모바일   |            |    |     | m.mail.live.com        | 윈도우 라이브 핫메일의 웹 및 클라이언트 기반 버전 (모바일 장치를 대상으로 하며 SMS를 통하여 새로운 이메일 알림 제공) | 완성      |
| 윈도우 라이브 메신저 모바일   |            |    |     | mim.live.com           | 모바일 장치를 위하여 설계된 웹 및 클라이언트 기반 버전의 윈도우 라이브 메신저 (SMS를 통하여 메시지를 보낼 수 있음) | 완성      |
| 윈도우 라이브 사진 모바일     |            |    |     | mphotos.live.com       | 모바일 장치를 위하여 설계된 윈도우 라이브 사진의 웹 기반 버전으로 사진 보기와 업로드 기능 제공. 클라이언트 기반 버전은 휴대 전화 카메라로부터 직접 사진을 올릴 수 있음.                                                                      | 완성      |
| 윈도우 라이브 프로필 모바일   |            |    |     | mprofile.live.com      | 모바일 장치를 사용하여 윈도우 라이브 프로필 정보를 보고 업데이트. | 완성      |
| 윈도우 라이브 친구 모바일     |            |    |     | mpeople.live.com       | 모바일 장치를 위하여 설계된 웹 기반 버전의 윈도우 라이브 친구이며 연락 정보를 사용할 수 있다. 클라이언트 기반 버전은 윈도우 라이브 연락처와 모바일 장치의 주소록 통합 기능을 제공한다. 또, 사용자가 SMS를 통하여 연락 정보를 조회할 수 있다. | 완성      |
| 윈도우 라이브 스페이스 모바일 |            |    |     | mobile.spaces.live.com | 윈도우 라이브 스페이스의 맞춤식 버전으로 모바일 장치를 대상으로 함. | 완성      |
| 라이브 메시 모바일            |            |    |     | m.mesh.com             | 모바일 장치를 위하여 설계된 라이브 메시 웹 페이지의 웹 기반 버전. 클라이언트 기반 버전은 윈도우 모바일 장치에 들어 있는 사진, 영상, 문서의 즉석 동기화 허용.                                                                                 | 베타      |

## 같이 보기
- 마이크로소프트 오피스 라이브
- 엑스박스 라이브

## 참조
1. ↑  “Microsoft Previews New Windows Live and Office Live Services: Company outlines software-based services strategy”. 2005년 11월 7일에 원본 문서에서 보존된 문서. 2008년 3월 25일에 확인함.
2. ↑  “Paul Thurrott's SuperSite for Windows: Windows Live Preview”. 2007년 5월 27일에 원본 문서에서 보존된 문서. 2008년 3월 25일에 확인함.
3. ↑  “Paul Thurrott's SuperSite for Windows: Windows on the PC, the Web, and on the Go!”. 2008년 3월 24일에 원본 문서에서 보존된 문서. 2008년 3월 25일에 확인함.